# Wildstylez
Wildstylez, pseudonimo di Joram Metekohy (Veenendaal, 7 gennaio 1983), è un disc jockey e produttore discografico olandese.
Dopo aver precedentemente pubblicato dischi Hardstyle con lo pseudonimo di Seizure, Joram Metekohy ha avuto la sua prima uscita da solista come Wildstylez nel 2007 con la sotto-etichetta Scantraxx Reloaded, facente parte di Scantraxx. Nel 2010 ha fondato l'etichetta discografica 'Digital: Age' in collaborazione con Noisecontrollers. Dopo aver smesso di pubblicare su 'Digital: Age', e il suo successivo crollo, Wildstylez ebbe una serie di uscite su Q-Dance Records e pubblicò anche molti brani gratuitamente sui social media. Nel 2013, Wildstylez ha fondato la sua etichetta Hardstyle, 'Lose Control Music', sotto l'etichetta principale 'Be Yourself Music'. A partire dal 2014, lui e Max Enforcer hanno pubblicato la loro musica attraverso 'Lose Control Music'. Più tardi, nel 2018, Wildstylez ha fondato l'etichetta 'Art of Creation' con Headhunterz.

## Discografia

### Album

#### Come solista
- 2015 - Lose Control

#### Come Project One
- 2008 - Project One: The Album

### Singoli

#### Come solista
- 2007 - Life'z a Bitch / Missin
- 2007 - Clubbin' / K.Y.H.U
- 2008 - Blame It On the Music / Project 1
- 2008 - Cold Rockking / Alive!
- 2008 - Revenge / Truth
- 2008 - Pleasure / LDMF (Wildstylez Remix)
- 2009 - Tonight (con Headhunterz e Noisecontrollers)
- 2009 - The Phantom Beat / Single Sound
- 2009 - Push That Felling / K.Y.H.U. (Noisecontrollers Remix)
- 2009 - Spin That Shit
- 2010 - No Time To Waste (Defqon.1 Festival Anthem 2010)
- 2010 - Atrocious (con Alpha2)
- 2010 - In & Out
- 2010 - Lost In Music (con Isaac)
- 2010 - Feedback / Delay Distortion
- 2011 - A Different Story (con Noisecontrollers)
- 2011 - Stardust (con Noisecontrollers)
- 2011 - Huh?
- 2011 - Breathe (con Alpha2)
- 2011 - Back 2 Basics
- 2011 - Into The Light
- 2012 - Lose My Mind (con Brennan Heart)
- 2012 - World Of Madness (Defqon.1 Festival Anthem 2012) (con Headhunterz e Noisecontrollers)
- 2012 - Year of Summer
- 2012 - Leave It All Behind (con Alpha2)
- 2012 - True Rebel Freedom (Defqon.1 Australia 2012 Anthem)
- 2012 - What It's Like (con Atmozfears)
- 2013 - Timeless / Soundstorm / Forever!
- 2013 - Lights Go Out
- 2013 - Lose Control (con Max Enforcer)
- 2014 - Straightforward / Back To History (Intents Festival 2013 Anthem)
- 2014 - Falling To Forever
- 2015 - Lies Or Truth (con Brennan Heart)
- 2015 - Unleash The Beast (Defqon.1 Chile 2015 Anthem)
- 2016 - Burn It Down (con Coone)
- 2016 - Encore
- 2017 - Bad Habits (con Noisecontrollers e Bass Modulators)
- 2017 - Get Will Go Hard (con Hard Driver)
- 2017 - Here I Come (con Coone)
- 2017 - Temple Of Light (Qlimax 2017 Anthem)
- 2018 - Colours Of The Night
- 2018 - Children Of Drums
- 2018 - Shine A Light (con Hardwell)
- 2018 - Heartbeat
- 2019 - Run With The Wolves (con E-Life)
- 2019 - Wolves Cry (con D-Block & S-te-Fan)
- 2019 - Untamable (con Sound Rush)
- 2019 - Into The Wild
- 2019 - 200 Dreams (con Noisecontrollers)
- 2020 - Exist (con TNT)
- 2020 - Adrenaline (con Da Tweekaz)
- 2020 - Never Bring Us Down (con Aftershock)
- 2020 - Deeper than the Ocean

#### Come Project One
- 2018 - Maximum Force (Defqon.1 Festival 2018 Anthem)
- 2018 - Resurrection
- 2018 - Journey Of The Mind